# Andrew Fisher (athlétisme)
Pour l’article homonyme, voir Andrew Fisher.
Andrew Fisher (né le 15 décembre 1991) est un athlète jamaïcain, représentant le Bahreïn depuis 2016, spécialiste du 100 mètres.

## Biographie
Andrew Fisher remporte la médaille d'or des Championnats d'Amérique centrale et des Caraïbes d'athlétisme 2013 sur 100 mètres en 10 s 14, devant Andrew Hinds. En séries, il avait battu son record personnel (10 s 07).
Le 11 juillet 2015, lors du meeting de Madrid, il franchit pour la première fois la barrière des dix secondes en établissant le temps de 9 s 94 (+ 1,4 m/s).
Représentant désormais le Bahreïn, il court le 100 m en 10 s 07 à Kingston le 7 mai 2016.
Il remporte la médaille d’argent sur 100 m lors des Championnats panarabes 2019 au Caire. Le 22 avril 2019, après avoir couru en 10 s 16 en demi-finale, il termine 4e en 10 s 20, en finale du 100 m lors des Championnats d’Asie à Doha.

## Palmarès
| Date                     | Compétition                                      | Lieu                     | Résultat                 | Épreuve                  | Temps                    |
| Représentant la Jamaïque | Représentant la Jamaïque                         | Représentant la Jamaïque | Représentant la Jamaïque | Représentant la Jamaïque | Représentant la Jamaïque |
| ------------------------ | ------------------------------------------------ | ------------------------ | ------------------------ | ------------------------ | ------------------------ |
| 2013                     | Championnats d'Amérique centrale et des Caraïbes | Morelia                  | 1er                      | 100 m                    | 10 s 14                  |
| 2013                     | Championnats d'Amérique centrale et des Caraïbes | Morelia                  | 2e                       | 4 × 100 m                | 38 s 86                  |
| Représentant Bahreïn     |                                                  |                          |                          |                          |                          |
| 2017                     | Jeux de la solidarité islamique                  | Bakou                    | 2e                       | 100 m                    | 10 s 16                  |
| 2017                     | Jeux de la solidarité islamique                  | Bakou                    | 1er                      | 4 x 100 m                | 39 s 55                  |
| 2019                     | Championnats panarabes                           | Le Caire                 | 2e                       | 100 m                    | 10 s 50                  |
| 2019                     | Championnats panarabes                           | Le Caire                 | 2e                       | 4 x 100 m                | 39 s 91                  |
| 2019                     | Championnats d'Asie                              | Doha                     | 4e                       | 100 m                    | 10 s 20                  |

## Records
| Épreuve | Performance | Lieu   | Date            |
| ------- | ----------- | ------ | --------------- |
| 100 m   | 9 s 94      | Madrid | 11 juillet 2015 |